# Maude Rooney
Pour les articles homonymes, voir Rooney.
Maude Rooney, née en 1902 et morte le 9 décembre 1974, est une militante des droits des femmes et des consommateurs irlandaise,.

## Biographie

### Jeunesse
Maude Rooney est née Mary Maude Mahony en 1902 dans le comté d'Antrim. Elle est l'une des six enfants, trois fils et trois filles, d'un inspecteur de district à la retraite et de sa femme Frances Charlotte. Rooney grandit à Holywood dans le comté de Down et étudie à l'école locale. Elle travaille comme secrétaire de lord Oranmore et Browne à Castlemargaret dans le comté de Mayo. Au cours de l'état d'urgence, elle est capitaine de la division volontaire de la Croix-Rouge de 1939 à 1945. Elle épouse Michael Rooney en 1946 à la  Westland Row Church à Dublin. Le couple vit à Redesdale Road, Mount Merrion à Dublin.

### Militantisme
Rooney rejoint l'Irish Housewives Association (IHA) en 1949. Entre 1949 et 1965, Rooney est trésorière honoraire, secrétaire et secrétaire honoraire de l'IHA. Elle représente l'association au women's advisory committee of the institute for industrial research and standards en 1964. Au même moment, elle est membre des sous-comités social et international de l'IHA et siège au comité de rédaction, qui a publié The Irish Housewife puis The Irish Housewives' Voice. De 1965 à 1968, Rooney est présidente de l'IHA et supervise la mise en place de succursales à travers l'Irlande, ces branches élaborant leur propre ordre du jour.
Elle participe à la quatrième conférence biennale de l'office international des unions de consommateurs en Israël en juin 1966. En s'inspirant de ce qu'elle a vu, Rooney entame de longues discussions au sein de l'IHA sur la protection des consommateurs. Cela aboutit à la décision que l'Irlande avait besoin d'un groupe spécifique pour se concentrer sur les droits des consommateurs et ce qui ne relève pas de la compétence de l'IHA. Pour commencer ce nouveau groupe, l'IHA convoque une réunion de toutes les parties intéressées le 7 septembre 1966 au Shelbourne Hotel. Il en résulte un comité de pilotage, qui convoque ensuite une réunion publique le 29 octobre 1966 au Metropole. C'est à cette réunion que Rooney est élue présidente de la nouvelle Consumers' Association of Ireland. Plus tard, elle devient vice-présidente, un poste qu'elle occupe jusqu'à sa mort. Une part importante de son temps bénévole est consacrée au traitement des plaintes.
Rooney sert également en tant que représentante de l'IHA dans un groupe d'étude en 1967 et fait partie de la délégation de l'IHA à l'Alliance internationale des femmes la même année. Lors de cette réunion, la commission des Nations unies exhorte les groupes nationaux à examiner la condition des femmes dans leurs pays respectifs et à faire pression sur leurs gouvernements pour qu'existe une commission nationale sur les femmes. Rooney préside une réunion de nombreux les groupes de femmes irlandais, le 30 janvier 1968, à l'Hôtel Central à Dublin. Elle siège au comité consultatif des femmes de nouveau en 1971. Elle est parmi les dirigeants d'une marche de protestation à Dublin en novembre 1974 contre la hausse des prix.

### Mort et héritage
Rooney meurt soudainement le 9 décembre 1974 à Dublin et est enterrée au cimetière de Glasnevin. Le jour suivant sa mort, des propositions sont soumises par le conseil consultatif national des consommateurs au gouvernement irlandais qui incorporent de nombreux idéaux qu'elle a défendu tout au long de sa vie.